# Skylanders: Giants
Skylanders: Giants is een computerspel, het tweede spel uit de serie Skylanders, ontwikkeld door Toys For Bob, Vicarious Visions en n-Space. Het spel werd uitgebracht in Europa op 19 oktober 2012 door Activision.
In het vervolgspel Skylanders zijn de Skylanderpersonages groter, zoals de titel al doet vermoeden. Naast de personages van het tweede spel kunnen ook de personages van het eerste spel in Skylanders: Giants gebruikt worden op de 'Portal of Power', een portaal waarop de personagefiguurtjes staan die virtueel in verbinding worden gebracht met de console, waarbij men de Skylanderpersonages in het spel ziet en ermee kan spelen. Ook in dit vervolgspel werd een reeks nieuwe personages uitgebracht.

## Het spel
In de wereld van Skylands lijkt de rust weergekeerd, maar niets is minder waar, want aan het begin van Skylanders: Giants komt de schurk Kaos weer tot leven. De Skylanders moeten hun krachten bundelen om de wereld van Skylands te redden. Dit keer komt de hulp van de Giants goed van pas.

### Personages
- Tree Rex (Nederlandse stem: Victor van Swaay)
- Crusher
- Eye Brawl
- Hot Head
- Ninjini
- Thumpback
- Bouncer
- Swarm
- Chill
- Jet Vac
- Hot Dog
- Pop Fizz (Nederlandse stem: Florus van Rooijen)
- Sprocket
- Flashwing
- Fright Rider
- Shroom Boom

## Platforms
| Platform      | Jaar |
| ------------- | ---- |
| Nintendo 3DS  | 2012 |
| PlayStation 3 | 2012 |
| Wii           | 2012 |
| Wii U         | 2012 |
| Xbox 360      | 2012 |

## Ontvangst
| Beoordeeld door     | Platform      | Datum            | Score |
| ------------------- | ------------- | ---------------- | ----- |
| NintendoWorldReport | Wii           | 18 oktober 2012  | 95%   |
| Quarter to Three    | Wii           | 23 oktober 2012  | 80%   |
| Nintendo Life       | Wii           | 19 november 2012 | 80%   |
| Jeuxvideo.com       | PlayStation 3 | 19 oktober 2012  | 75%   |
| Jeuxvideo.com       | Wii U         | 21 december 2012 | 75%   |
| Jeuxvideo.com       | Xbox 360      | 19 oktober 2012  | 75%   |
| Jeuxvideo.com       | Wii           | 19 oktober 2012  | 75%   |
| Games Radar         | Wii           | 8 november 2012  | 70%   |
| Nintendojo          | Wii           | 20 november 2012 | 67%   |

## Vervolg
Het vervolg op de eerste twee spellen kwam op 18 oktober 2013 uit onder de naam Skylanders: Swap Force.